# Ronan (Montana)
Ronan ist eine Stadt (City) im Lake County im US-Bundesstaat Montana.
Der Ort liegt knapp 20 Kilometer südlich des Flathead Lake am Fuß der Mission Mountains, einem Teil der Rocky Mountains.
Der ursprüngliche Name Spring Creek wurde 1893 zu Ehren von Major Peter Ronan vom Flathead Reservation umbenannt.

## Söhne und Töchter der Stadt
- Marvin Camel (* 1951), Boxer